# Минута (газета)
Минута — ежедневная политическая  и литературная газета типа «мелкой прессы», издававшаяся в Санкт-Петербурге. С 1880 по 1884 год — редактор-издатель И. А. Баталин, с 1885 по 1890 год — С. Е. Добродеев. В 1890 г. «Минута» перешла к А. А. Пороховщикову, под редакцией Д. А. Покровского, и в конце того же года была переименована в «Русскую Жизнь».
В газете помещались передовые статьи по всем общественным вопросам, а также на страницах газеты публиковались мнения многих компетентных и образованных людей. Во многих городах газета имела своих корреспондентов. Последняя страница газеты всегда была посвящена легким юмористическим сценам, стихотворениям, шуткам и эпиграммам.
В составе редакции помимо провинциальных корреспондентов, участвовали до 50-ти лиц, имена которых были известны постоянным читателям газеты. Подписная цена на газету на год составляла 9 рублей, на полгода 5 рублей, на три месяца 3 рубля и на месяц 1 рубль. Подписка принималась в Санкт-Петербурге в газете Минута, угол Большой Садовой и Большой Итальянской против Пассажа дома Крафта.